# ناحیه اگرام، شهرستا موریسون، مینه‌سوتا
شهرستان اگرام، بخش موریسون، مینه‌سوتا (به انگلیسی: Agram Township, Morrison County, Minnesota) یک منطقهٔ مسکونی در ایالات متحده آمریکا است که در مینه‌سوتا واقع شده‌است.

## خصوصیات
شهرستان اگرام ۵۲٫۰ کیلومترمربع مساحت و ۵۳۴ نفر جمعیت دارد و ۳۴۴ متر بالاتر از سطح دریا واقع شده‌است.